# Danuriella madagascariensis
Danuriella madagascariensis är en bönsyrseart som beskrevs av Max Beier 1929. Danuriella madagascariensis ingår i släktet Danuriella och familjen Mantidae. Inga underarter finns listade i Catalogue of Life.